# 李笠
李笠（1961年1月20日—）出生于中华人民共和国上海市，後定居於斯德哥尔摩，是一位華人诗人、文学翻译家。
李笠曾在北京学习瑞典语，1988年作为交换生赴瑞典斯德哥爾摩大學學習瑞典文學。1989年6月六四事件發生后，他决定留在瑞典。他曾奪得2008年的瑞典日報文學獎。